# Toddy Walters
Toddy Elizabeth Walters oder Toddy Walters (* 24. Oktober 1969 in Denver, Colorado) ist eine ehemalige US-amerikanische Schauspielerin, die jetzt Sängerin und Songwriterin ist.

## Leben und Karriere
Toddy Walters ist das Jüngste von drei Kindern. Ihre beiden älteren Schwestern heißen Kelly Rae und Mara. Sie selbst wurde nach ihrer Großtante benannt. Walters machte sich schon in frühester Jugend darüber Gedanken, dass sie einmal Musikerin werden wollte. Schon als Kind sang sie in Chören mit, erhielt mit 9 Jahren Gitarrenunterricht und trat an der High School im Musiktheater auf. Im Alter von 18 Jahren begann sie ihre eigene Musik zu schreiben.
Walters besuchte die University of Colorado. Hier begegnete sie Trey Parker, der für seinen Film Cannibal! The Musical Studenten als Darsteller suchte. Sie bekam von ihm die Rolle der „Polly Pry“ zugewiesen. Während der Dreharbeiten zu Cannibal! und Orgazmo, einem weiteren von Parkers Filmen, traf sie sich auch privat mit Trey Parker. Walters beendete diese Beziehung jedoch wieder, nahm allerdings einige Rollen in der von Parker und Stone animierten Fernsehserie South Park, South Park: Der Film und in der kurzlebigen Serie Hier kommt Bush! an.
Walters strebt neben der Schauspielerei eine Musikkarriere an und brachte schließlich 2006 ihr Debütalbum „Planet Satsuma“ heraus. Als Sängerin ist sie auch in John Carpenters The Ward im original Soundtrack zu hören.

## Filmografie (Auswahl)
- 1993: Cannibal! The Musical
- 1995: Time Warped (Kurzfilm)
- 1997: Orgazmo
- 1998–1999: South Park (Serie, Folge 113, 202, 209, 214, 216, 301, 304)
- 1999: South Park: Der Film – größer, länger, ungeschnitten (South Park: Bigger, Longer & Uncut)
- 2001: Hier kommt Bush! (That’s My Bush!)